# Gorzelnia (rejon przemyślański)
Gorzelnia – wieś na Ukrainie w rejonie lwowskim (wcześniej w rejonie przemyślańskim) należącym do obwodu lwowskiego.